# Provence (Švýcarsko)
Provence je obec na západě Švýcarska v kantonu Vaud. Žije zde 373 obyvatel.

## Geografie
Provence leží v nadmořské výšce 778 m, vzdušnou čarou 14 km severovýchodně od okresního města Yverdon-les-Bains. Zemědělská obec se rozkládá na jihovýchodním svahu pohoří Soliat, nad údolím potoka La Vaux, v panoramatické poloze asi 350 metrů nad hladinou Neuchâtelského jezera.
Území obce o rozloze 31,8 km² pokrývá část nejseverovýchodnější části pohoří Vaudský Jura. Oblast se rozkládá od centrálního svahu Jury na západ a sever na široký hřeben masivu Soliat, který tvoří severovýchodní pokračování řetězce Chasseron. Jižní hranice probíhá údolím potoka La Vaux. Na západě patří k Provence široká kotlina u pramene tohoto potoka mezi horou Mont Aubert na jihu a Tête à l’Ours (1309 m n. m.) a Le Truchet (1369 m n. m.) na severu. Severozápadně od hřebene masivu Soliat se nachází náhorní plošina Nouvelle Censière, která již spadá do povodí řeky Areuse. Na severu se území obce rozprostírá přes vrchol Soliat (nejvyšší bod Provence, 1463 m n. m.) až k okraji skalního monumentu Creux du Van. Na hřebeni se nacházejí četné propadliny a rozsáhlé jurské pastviny s typickými mohutnými smrky, které zde stojí buď jednotlivě, nebo ve skupinách. V roce 1997 tvořila 2 % rozlohy obce zastavěná plocha, 43 % lesy a lesní porosty a 55 % zemědělství.
K Provence patří zemědělské osady Les Prises (920 m n. m.) na svahu Jury nad obcí a Les Rochats (1164 m n. m.) na jižním svahu Truchetu, jakož i četné jednotlivé farmy roztroušené po jurských výšinách. Sousedními obcemi Provence jsou Mutrux na jihovýchodě, Concise na jihu, Bonvillars na jihojihozápadě a Tévenon na jihozápadě v kantonu Vaud, stejně jako Val-de-Travers a La Grande Béroche na severozápadě a severu v kantonu Neuchâtel.

## Historie
O raném osídlení obce Provence svědčí nálezy pozůstatků železářských hutí ze 4. až 6. století. První písemná zmínka o obci pochází z roku 1340 a nese název Provency. Následně se objevily zápisy Provincia (1359), Provence a Provencey (1378) a Provenica (1403). Název místa pravděpodobně pochází z latinského proventus (úroda, výnos).
Od první zmínky o Provence patřily dvě třetiny obce k panství Grandson a jedna třetina k hrabatům z Neuchâtelu. Před rokem 1400 připadla celá ves pánům z Grandsonu. Po roce 1476 se Grandson stal poddanským městem pod společným panstvím Bern a Fribourg. Po pádu Staré konfederace patřila Provence v letech 1798–1803 v období Helvétské republiky ke kantonu Léman, který byl po vstupu v platnost mediační ústavy začleněn do kantonu Vaud.

## Obyvatelstvo
| Rok            | 1850 | 1880 | 1900 | 1910 | 1930 | 1950 | 1960 | 1970 | 1980 | 1990 | 2000 |
| Počet obyvatel | 956  | 1000 | 815  | 702  | 511  | 447  | 373  | 319  | 300  | 339  | 368  |

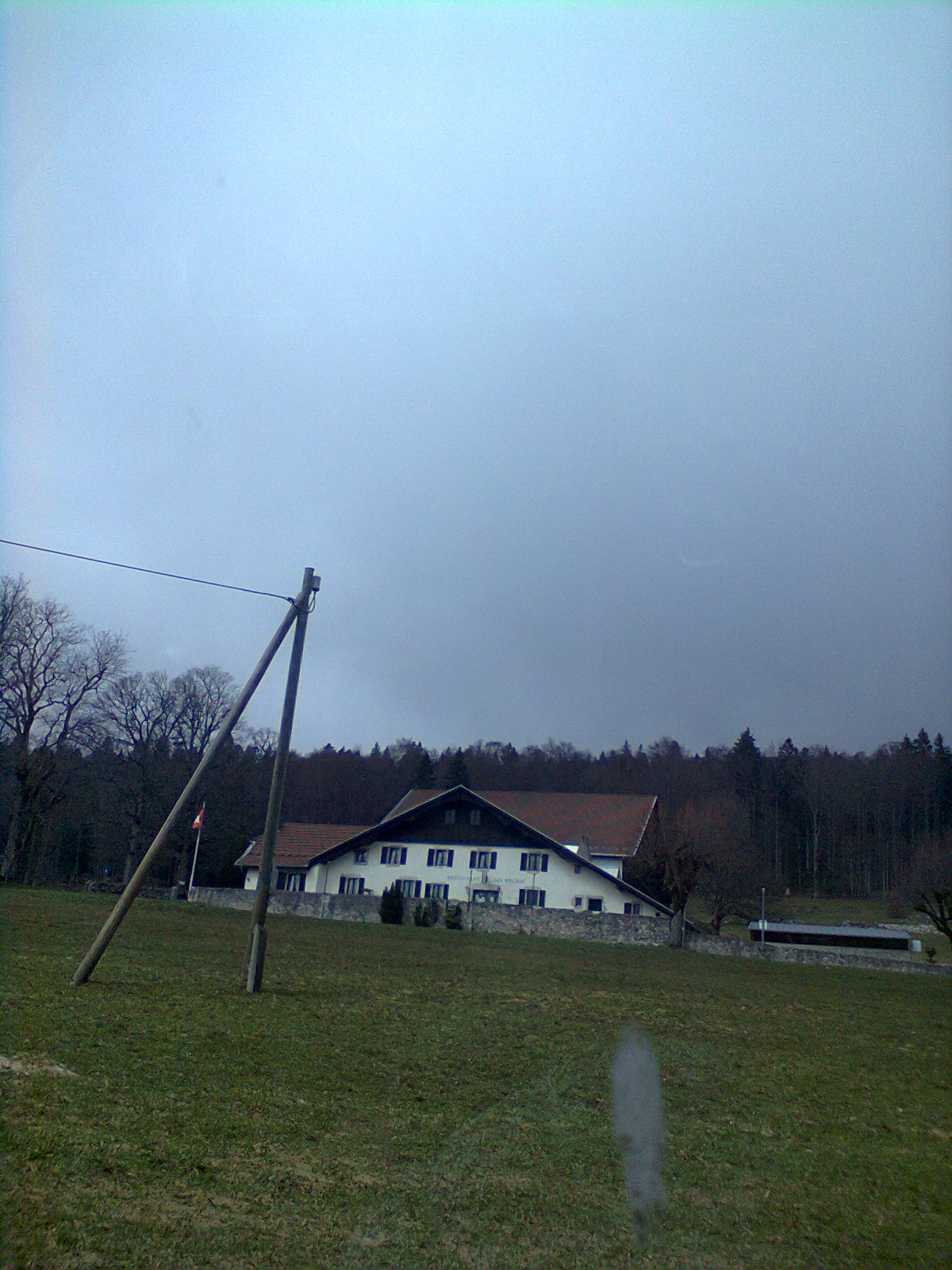
Osada Les Rochats

Z celkového počtu obyvatel je 96,2 % francouzsky mluvících, 3,0 % německy mluvících a 0,3 % italsky mluvících (stav v roce 2000). V 19. století v Provence žilo přibližně 1000 obyvatel. Poté obec zaznamenala pokles na 300 obyvatel do roku 1980 v důsledku silného vystěhovalectví, ale od té doby je opět pozorován mírný vzestupný trend.

## Hospodářství
Hospodářská struktura v Provence je stále charakterizována zemědělstvím. V nižších polohách je obhospodařována orná půda a pěstují se některé druhy ovoce, zatímco na kopcích Jury převažuje chov dobytka a dojnic. Další pracovní místa jsou v místních malých podnicích. Vzhledem k tomu, že se Provence v posledních letech vyvinula v rezidenční obec, mnoho zaměstnanců pracuje mimo domov ve větších obcích podél Neuchâtelského jezera.

## Doprava
Obec se nachází mimo hlavní dopravní tepny. Hlavní přístupová cesta vede ze Saint-Aubin-Sauges nebo z Concise. Přes hřeben Jury vede obecní silnice do vesnice Couvet v údolí Val de Travers. Nejbližší příjezd k dálnici A5 (Yverdon–Neuchâtel) je vzdálen asi 4 km od centra obce. Obec je napojena na síť veřejné dopravy prostřednictvím autobusové linky Postbus, která jezdí z Gorgier do Provence.

## Osobnosti
- Roger Schütz (1915–2005), známý jako Bratr Roger, mnich a zakladatel komunity Taizé